# Saint-Marc-à-Loubaud
Saint-Marc-à-Loubaud är en kommun i departementet Creuse i regionen Nouvelle-Aquitaine i de centrala delarna av Frankrike. Kommunen ligger i kantonen Gentioux-Pigerolles som tillhör arrondissementet Aubusson. År 2022 hade Saint-Marc-à-Loubaud 126 invånare.

## Befolkningsutveckling
Antalet invånare i kommunen Saint-Marc-à-Loubaud
Referens:INSEE